# Fossalta di Piave
Fossalta di Piave est une commune italienne de la ville métropolitaine de Venise dans la région Vénétie en Italie.

## Administration
| Période                                  | Période  | Identité           | Étiquette | Qualité |
| ---------------------------------------- | -------- | ------------------ | --------- | ------- |
| Depuis 2004                              | En cours | Bruno Perissinotto |           |         |
| Les données manquantes sont à compléter. |          |                    |           |         |

### Communes limitrophes
Meolo, Monastier di Treviso, Musile di Piave, Noventa di Piave, San Donà di Piave, Zenson di Piave